# Matti Franssila

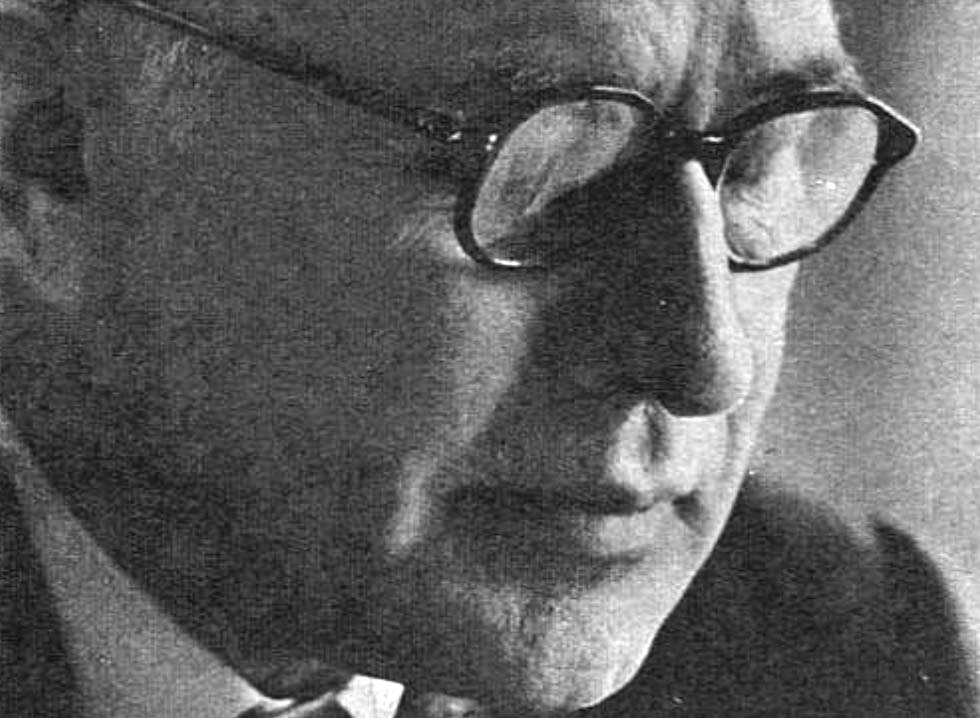
Matti Franssila.

Matti Olavi Franssila, född 23 juni 1905 i Raumo, död 31 oktober 1976 i Helsingfors, var en finländsk meteorolog. 
Franssila, som var son till filosofie doktor Kaarlo Alfred Franssila och Aini Maria Bonsdorff, blev filosofie kandidat 1929, filosofie licentiat 1936 och filosofie doktor 1941. Han var yngre meteorolog vid Meteorologiska centralanstalten 1930–1937, tillförordnad äldre meteorolog 1937–1945, avdelningschef 1945–1953 samt direktor och professor 1953–1970. 
Franssila var Finlands permanenta representant i World Meteorological Organization (WMO) från 1953. Han var e.o. lärare vid Finska handelshögskolan i Helsingfors 1930–1945, vid Krigshögskolan 1938–1939, vid Tekniska högskolan 1949–1950 och docent vid Helsingfors universitet från 1940. Han var arbetande medlem av Geografiska sällskapet i Finland 1937 och blev medlem av Finska Vetenskapsakademien 1954. Han skrev den akademiska avhandlingen Mikroklimatische Untersuchungen des Wärmehaushalts och andra meteorologiska publikationer.